# Municipio de Blythe (Arkansas)
El municipio de Blythe (en inglés: Blythe Township) es un municipio ubicado en el condado de Boone en el estado estadounidense de Arkansas. En el año 2010 tenía una población de 245 habitantes y una densidad poblacional de 7,98 personas por km².

## Geografía
El municipio de Blythe se encuentra ubicado en las coordenadas 36°13′0″N 92°56′33″O / 36.21667, -92.94250. Según la Oficina del Censo de los Estados Unidos, el municipio tiene una superficie total de 30.71 km², de la cual 30,57 km² corresponden a tierra firme y (0,46 %) 0,14 km² es agua.

## Demografía
Según el censo de 2010, había 245 personas residiendo en el municipio de Blythe. La densidad de población era de 7,98 hab./km². De los 245 habitantes, el municipio de Blythe estaba compuesto por el 96,73 % blancos, el 0,82 % eran amerindios, el 0,41 % eran asiáticos, el 1,22 % eran de otras razas y el 0,82 % eran de una mezcla de razas. Del total de la población el 2,86 % eran hispanos o latinos de cualquier raza.